# Kreuzweg (Schweinberg)
Der Kreuzweg in Schweinberg, einem Ortsteil der Gemeinde Hardheim im  Neckar-Odenwald-Kreis in Baden-Württemberg, befindet sich an der Königheimer Straße zwischen Schweinberg und dem Königheimer Ort Weikerstetten. Der vierzehn Stationen umfassende Kreuzweg führt zur Herz-Jesu-Kapelle außerhalb des Ortes. Es handelt sich um gusseiserne Stationen, die jeweils bemalt sind und ein hölzernes Abschlusskreuz aufweisen. Der genaue Urheber ist nicht bekannt. Die Kreuzwegstationen wurden vermutlich in den 1880er Jahren von einer Firma aus dem Würzburger Raum gegossen, welche auch die gleichartigen Stationen des 1884 errichteten Impfinger Kreuzweges sowie die Stationen des Kreuzweges zur Wallfahrtskapelle Liebfrauenbrunn bei Werbach gegossen hat. Der Freilandkreuzweg steht unter Denkmalschutz.

## Kreuzwegstationen
Der Schweinberger Kreuzweg umfasst vierzehn Stationen, die jeweils die folgenden Inschriften aufweisen:

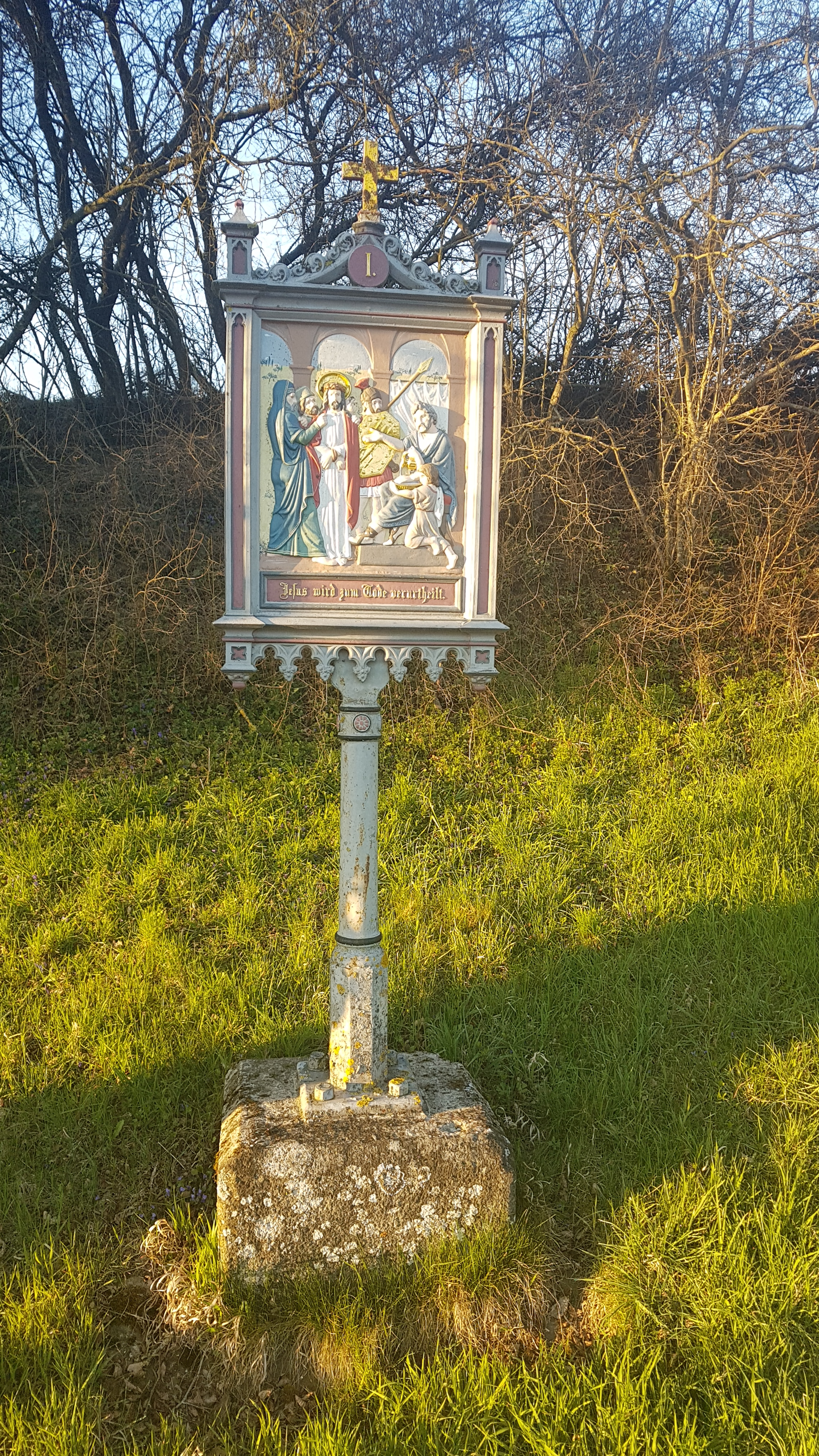
I. Jesus wird zum Tode verurteilt.
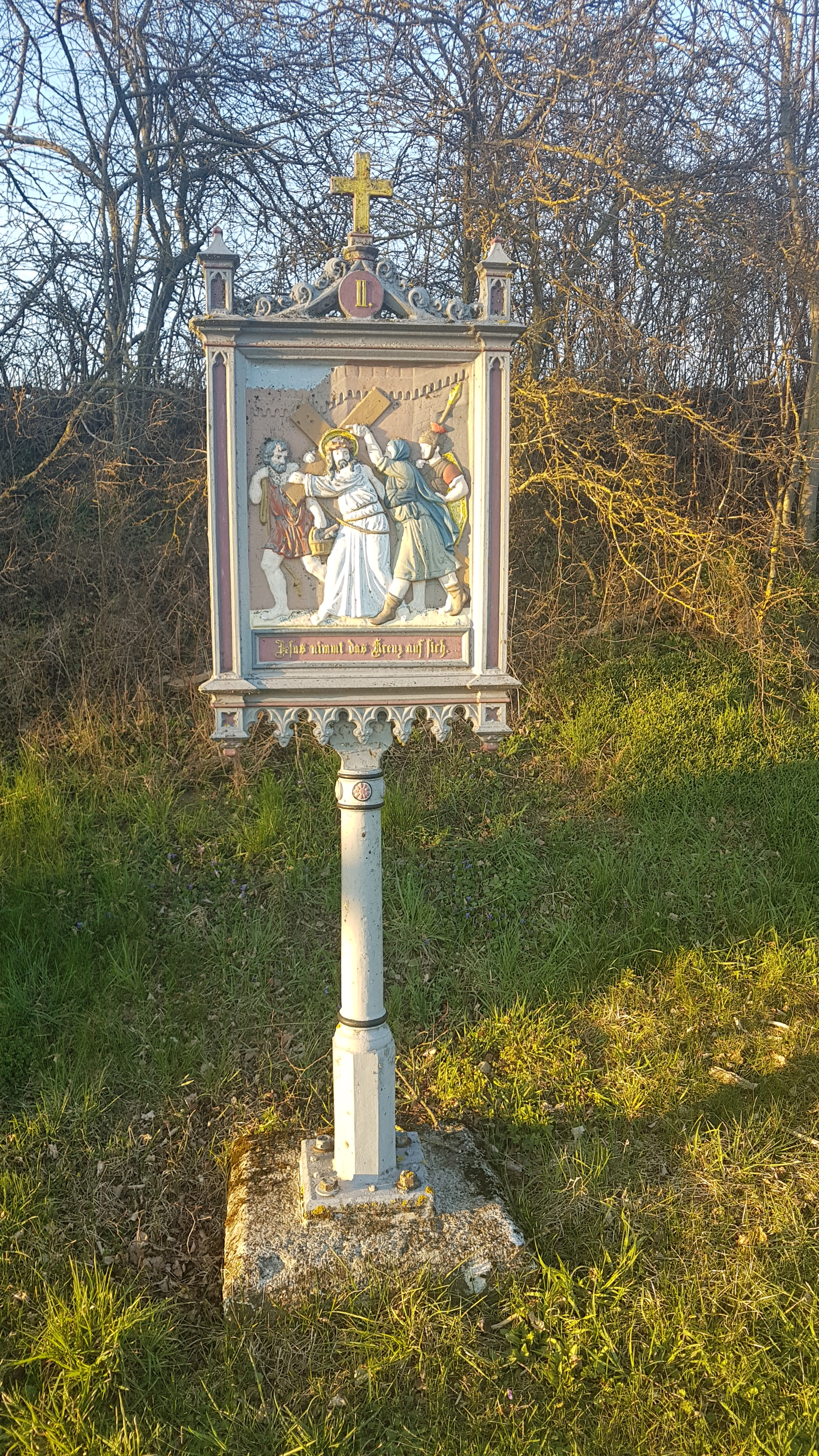
II. Jesus nimmt das Kreuz auf sich.
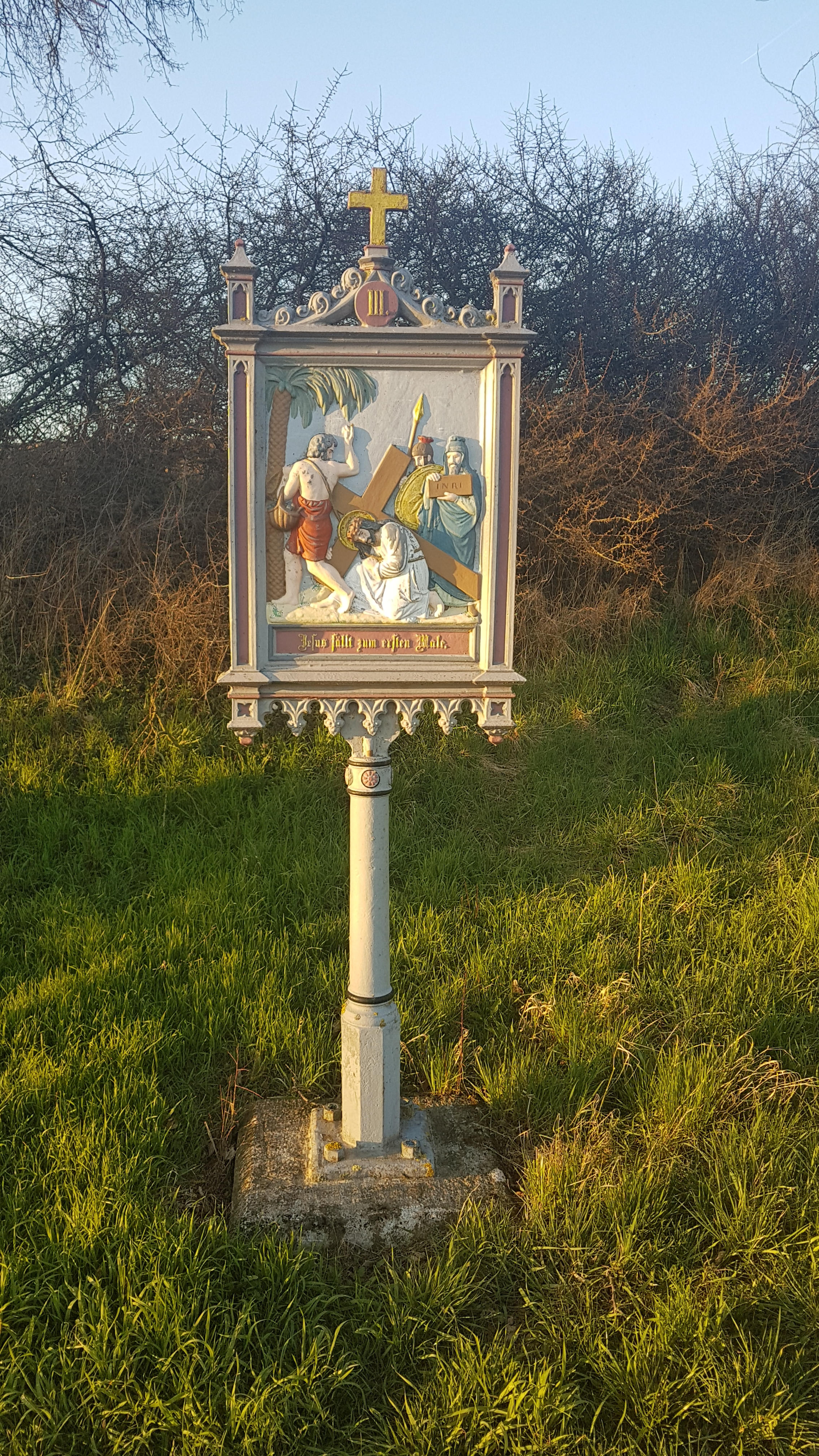
III. Jesus fällt zum ersten Male.
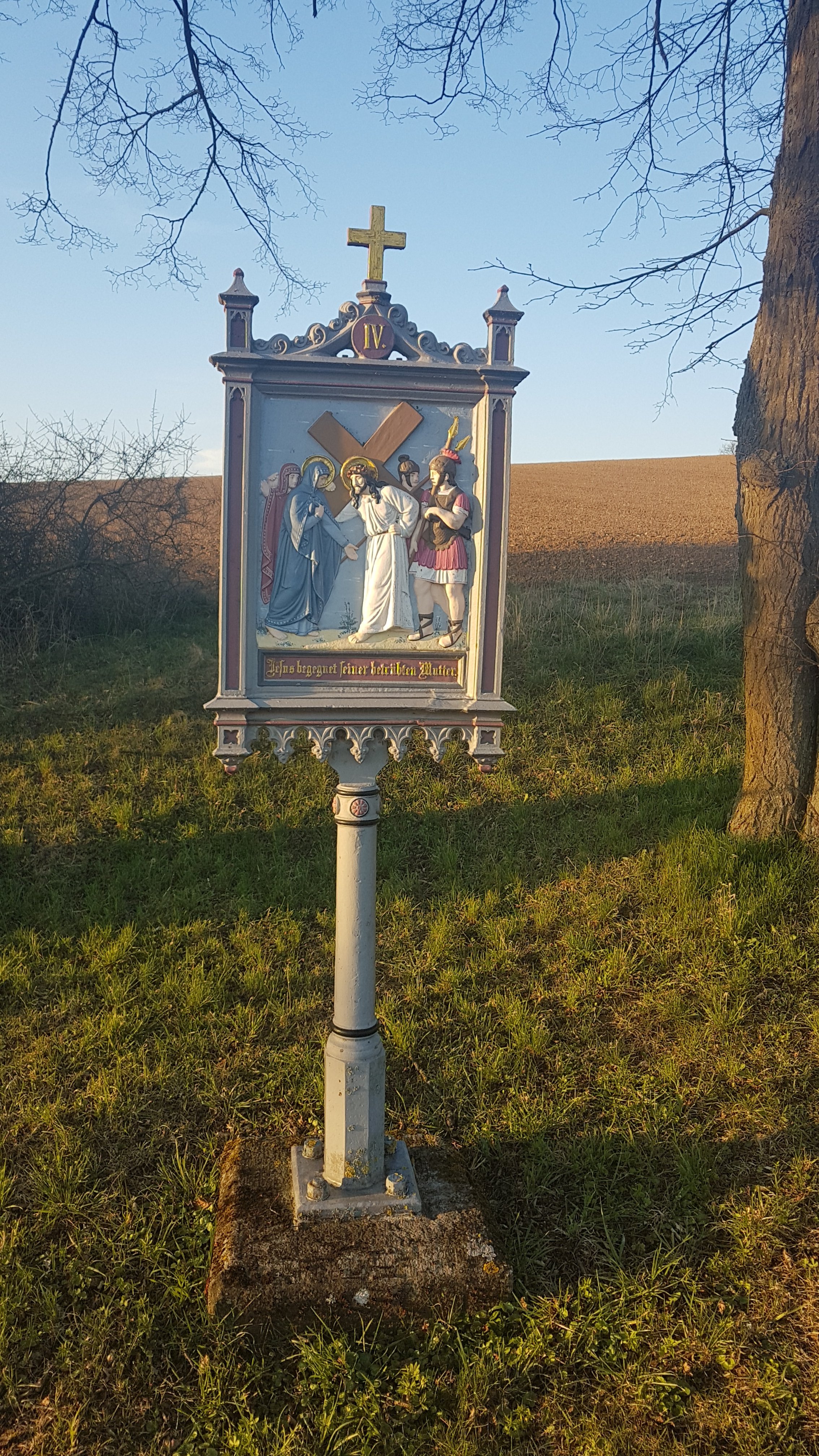
IV. Jesus begegnet seiner betrübten Mutter.
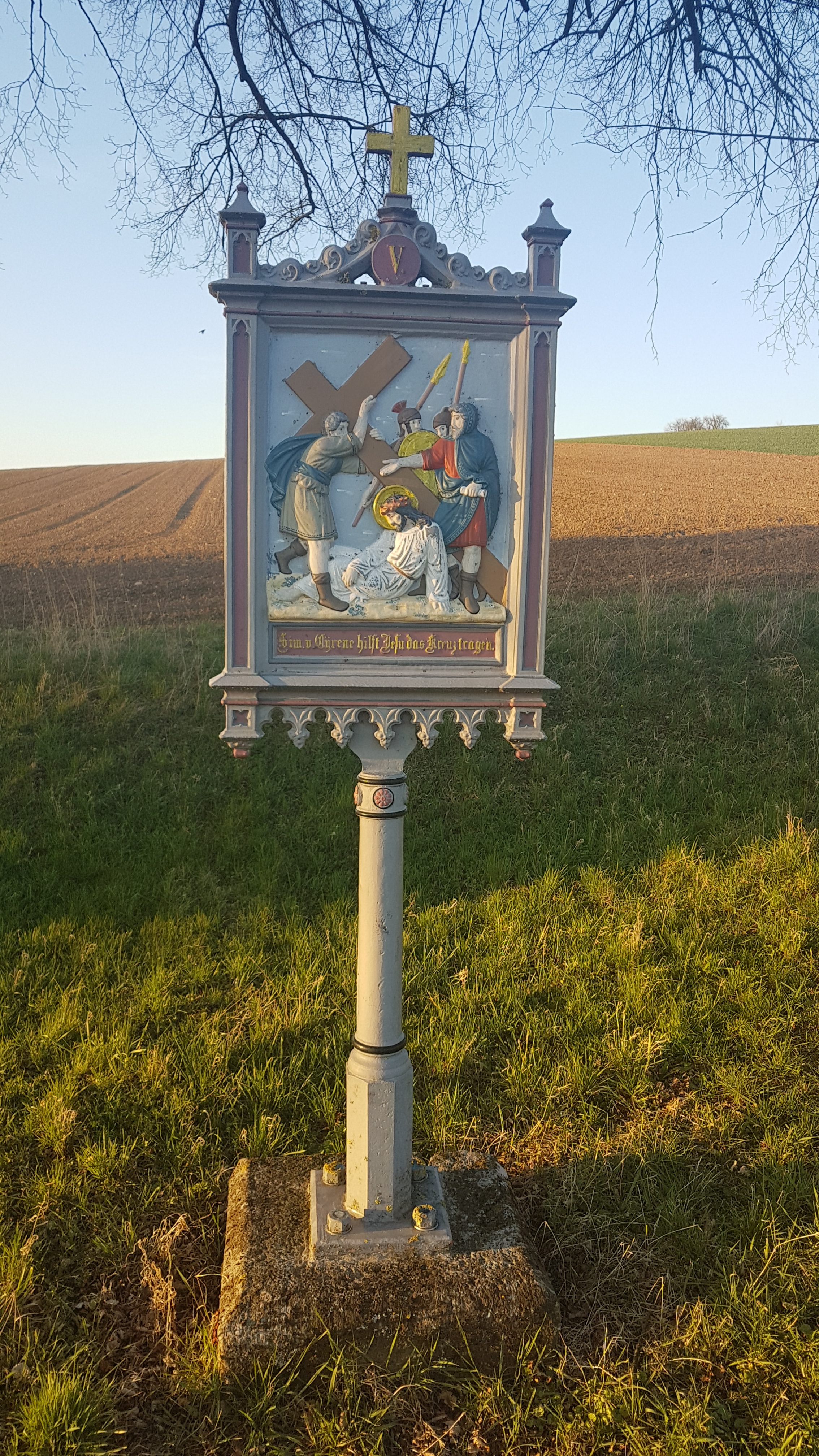
V. Simon von Cyrene hilft Jesu das Kreuz tragen.
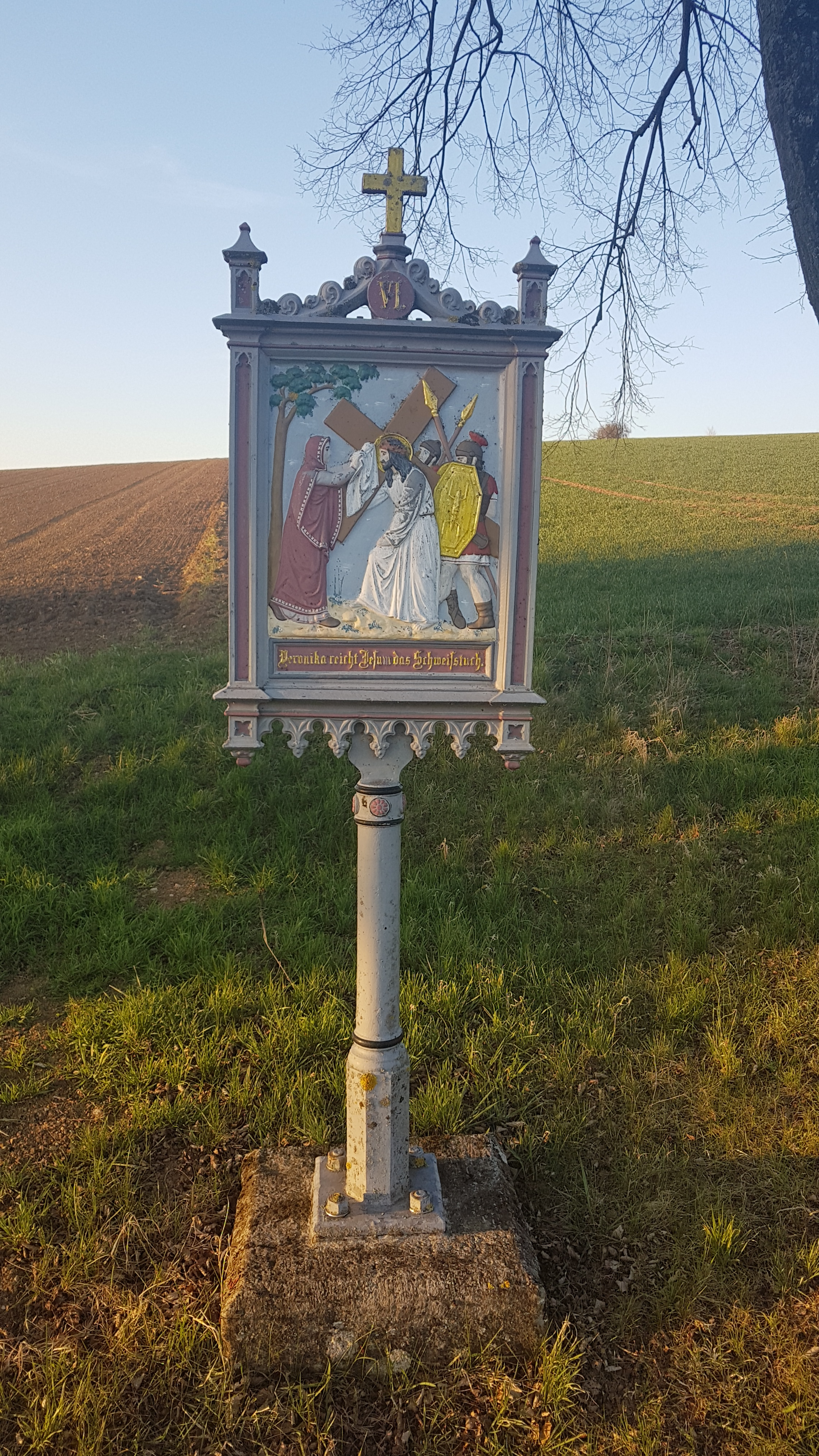
VI. Veronika reicht Jesus das Schweißtuch.
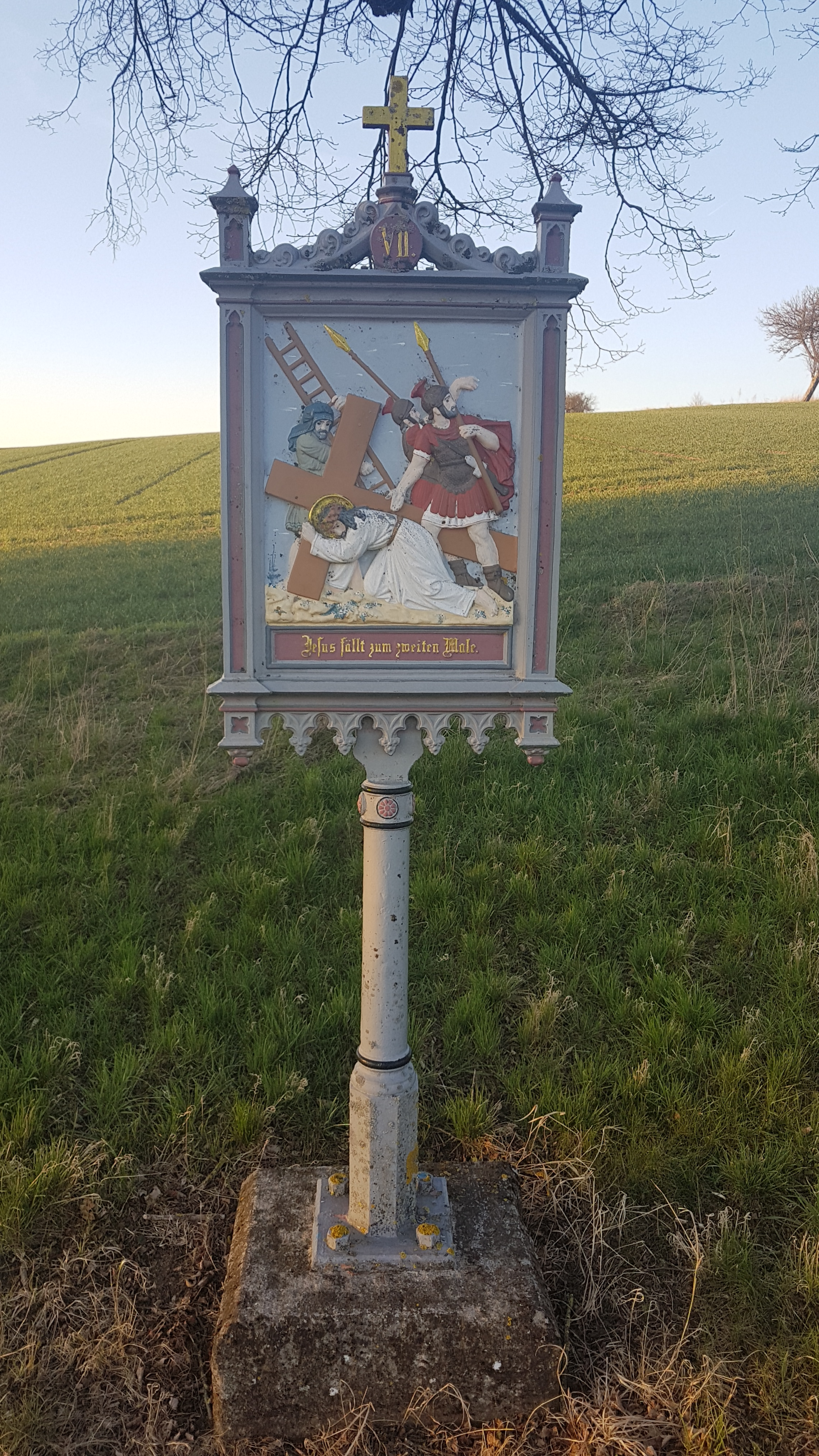
VII. Jesus fällt zum zweiten Male.
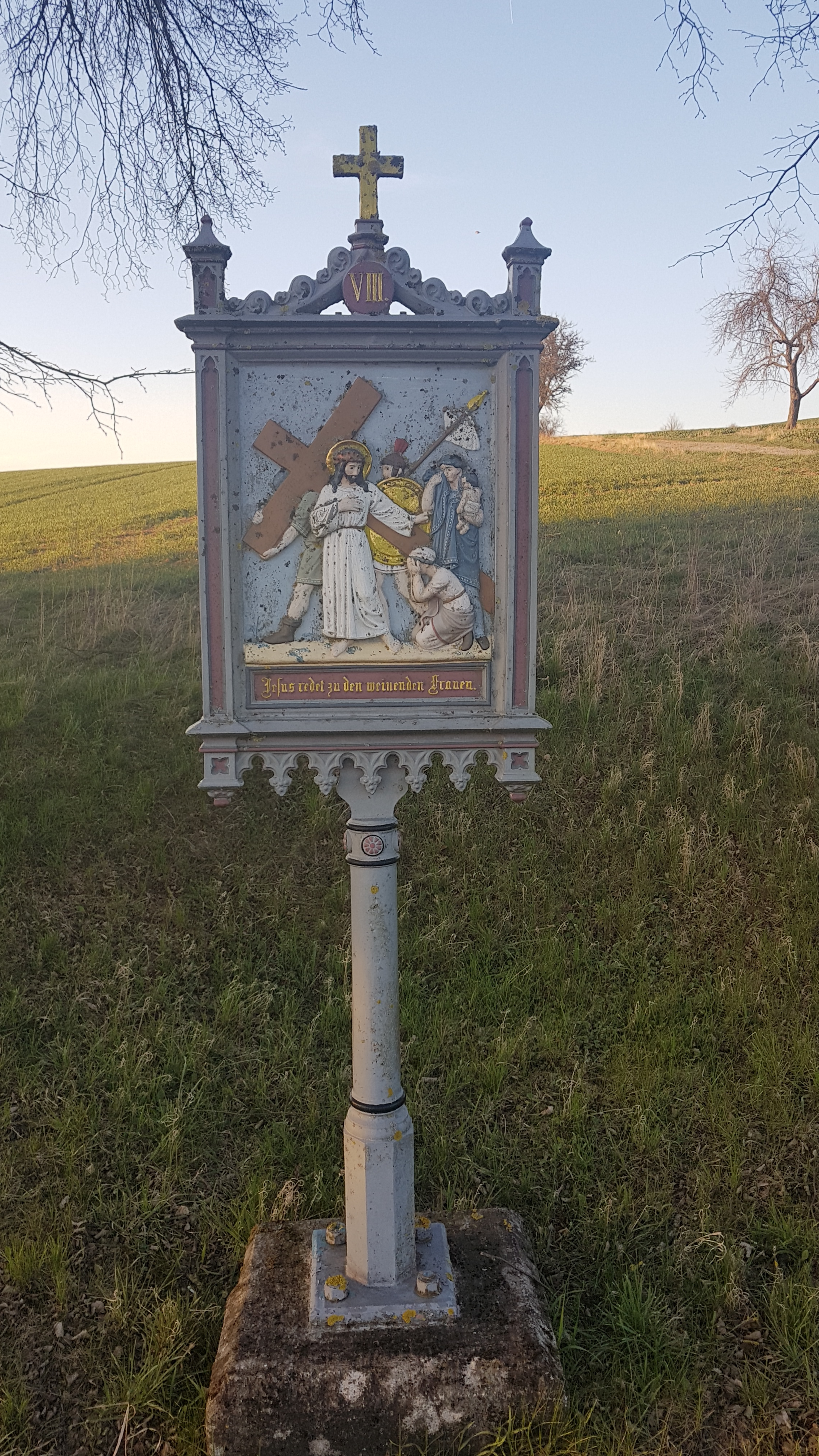
VIII. Jesus redet zu den weinenden Frauen.
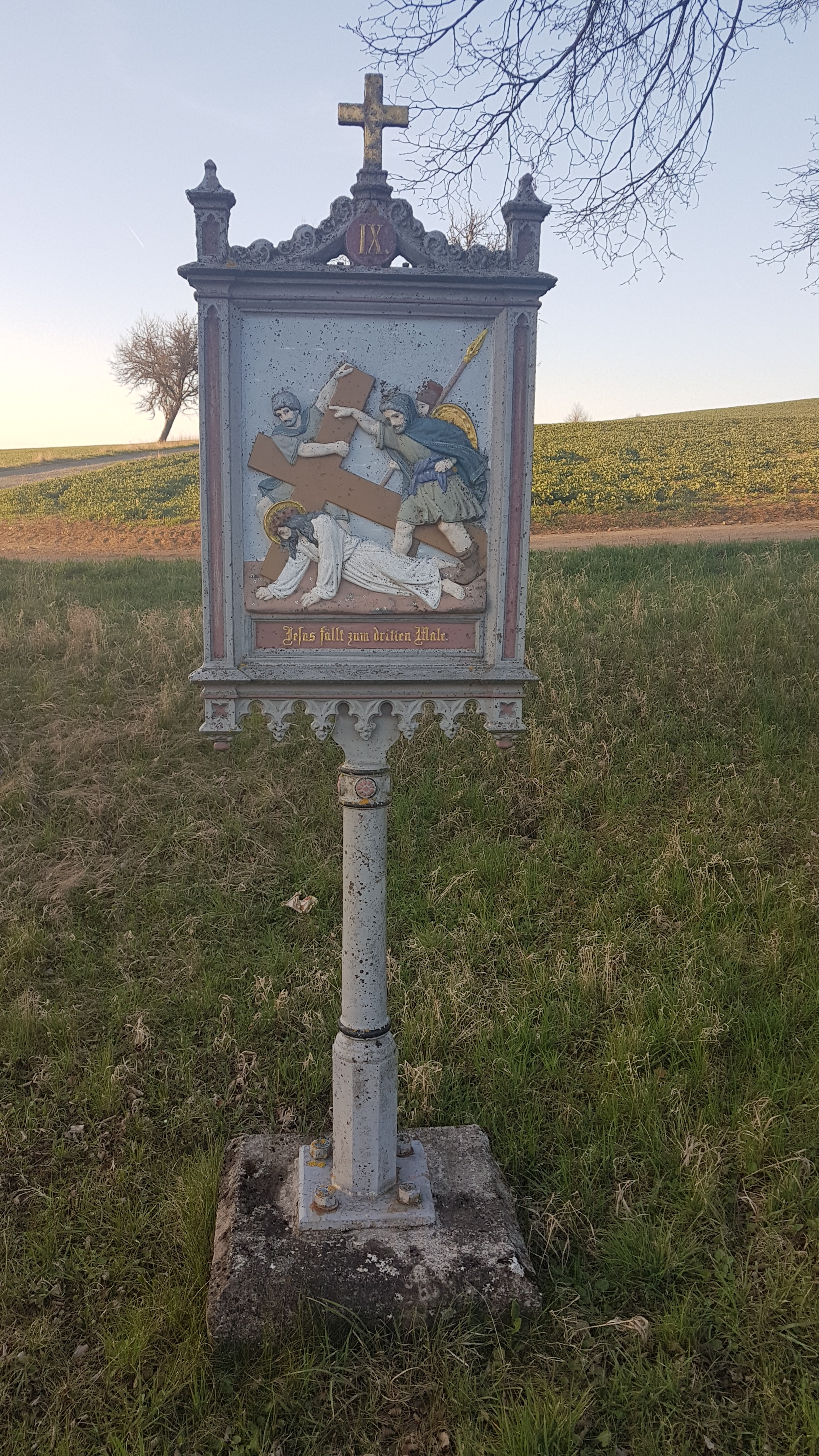
IX. Jesus fällt zum dritten Male.
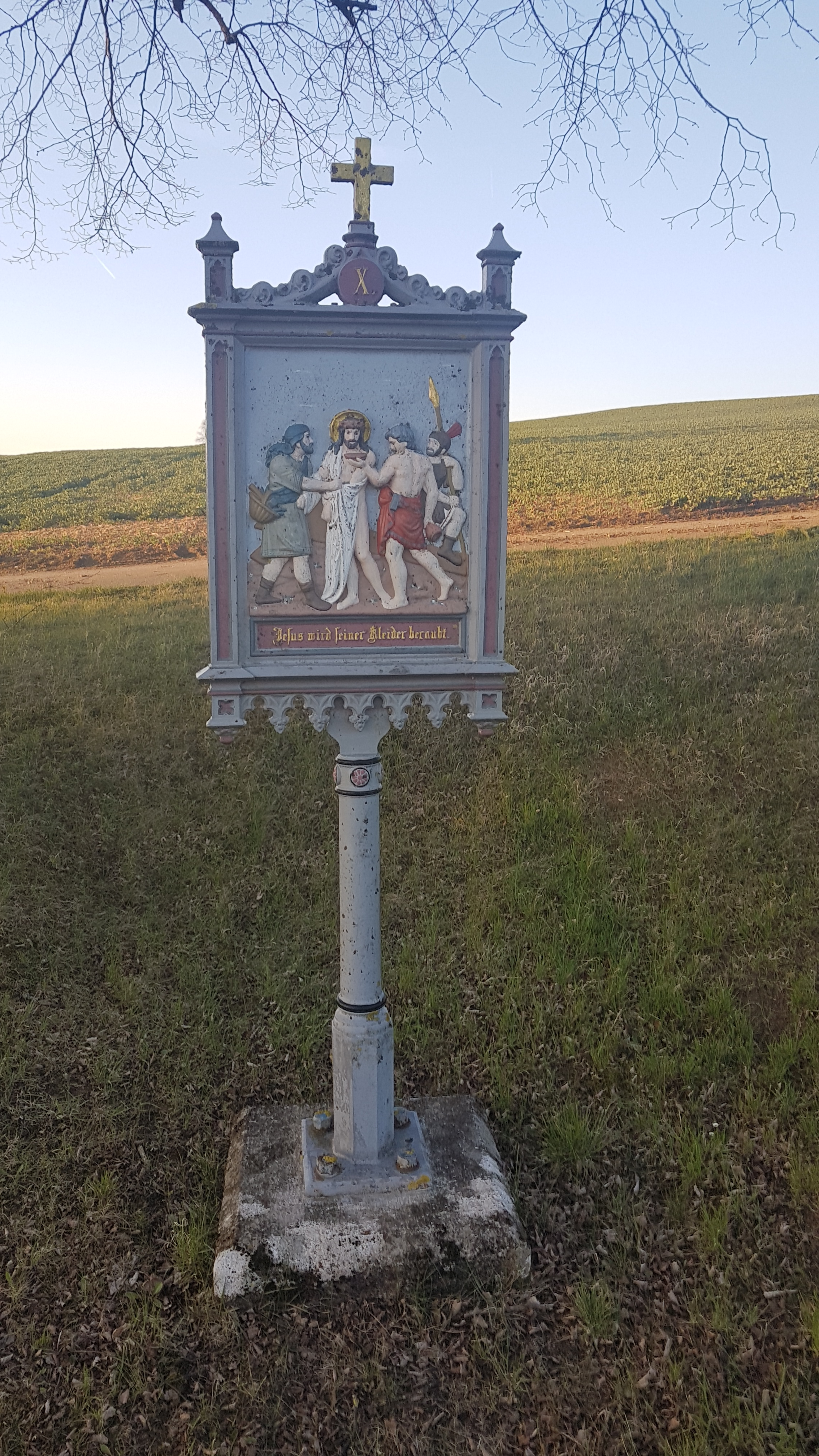
X. Jesus wird seiner Kleider beraubt.
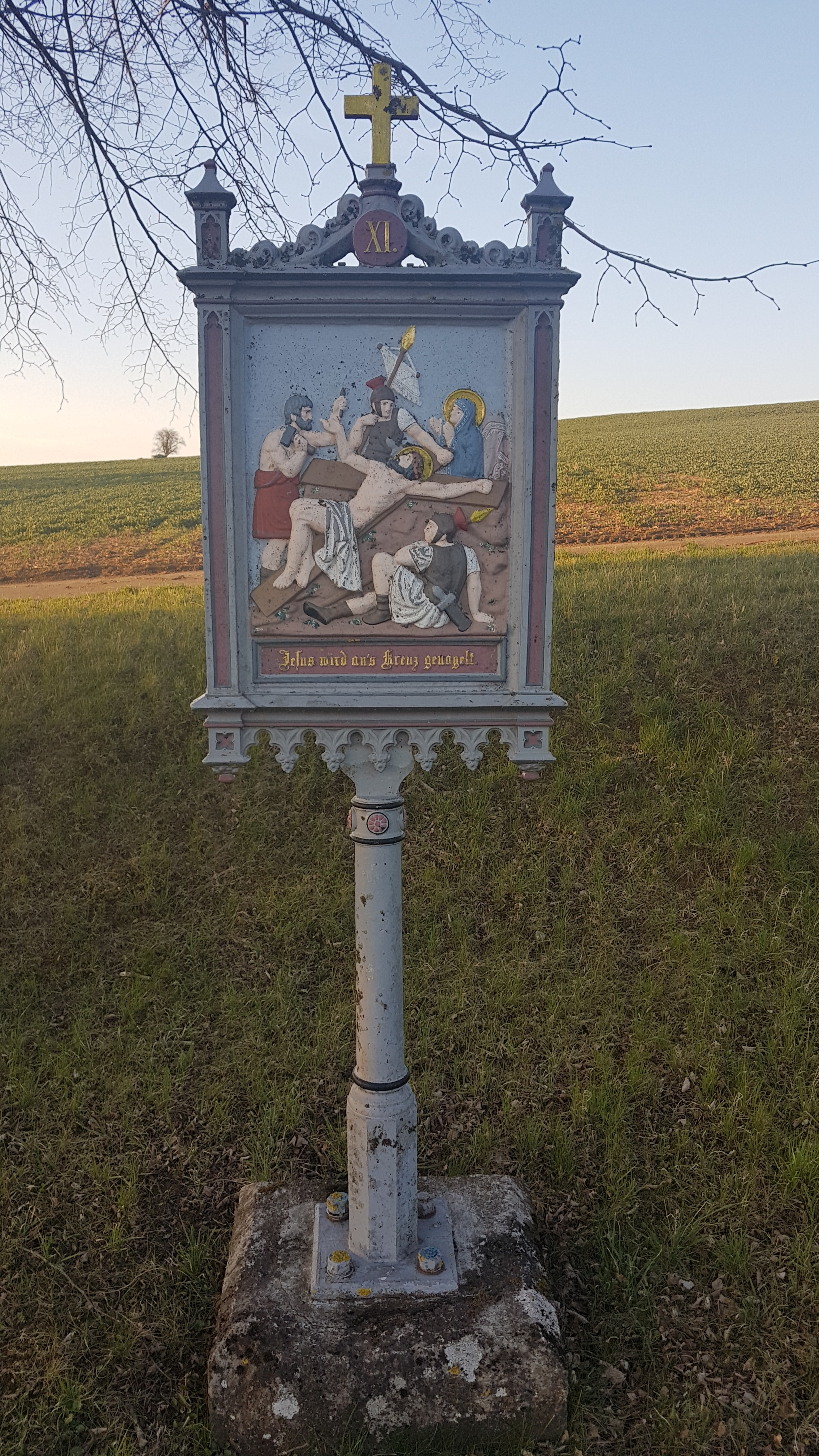
XI. Jesus wird an's Kreuz genagelt.
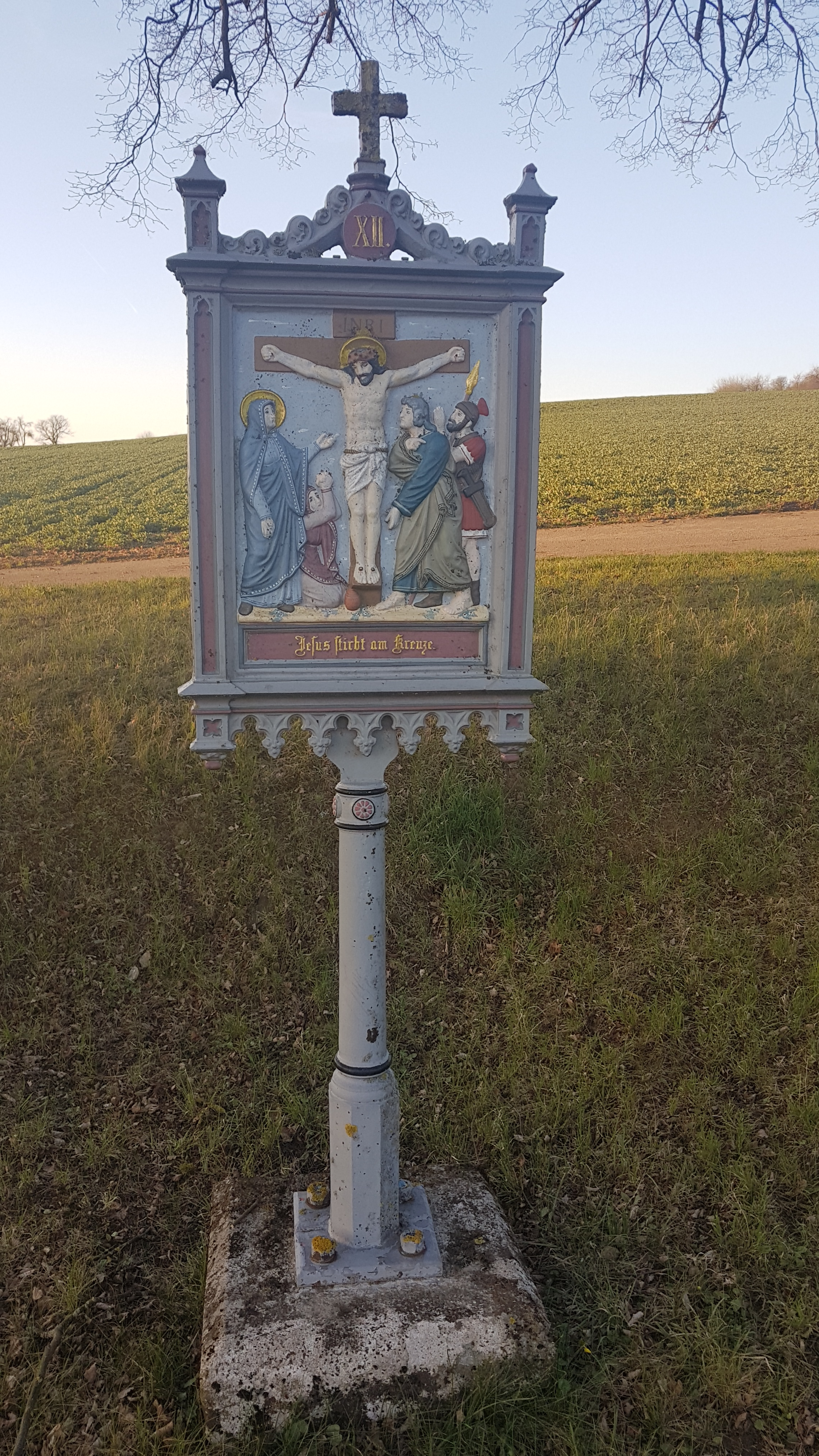
XII. Jesus stirbt am Kreuze.
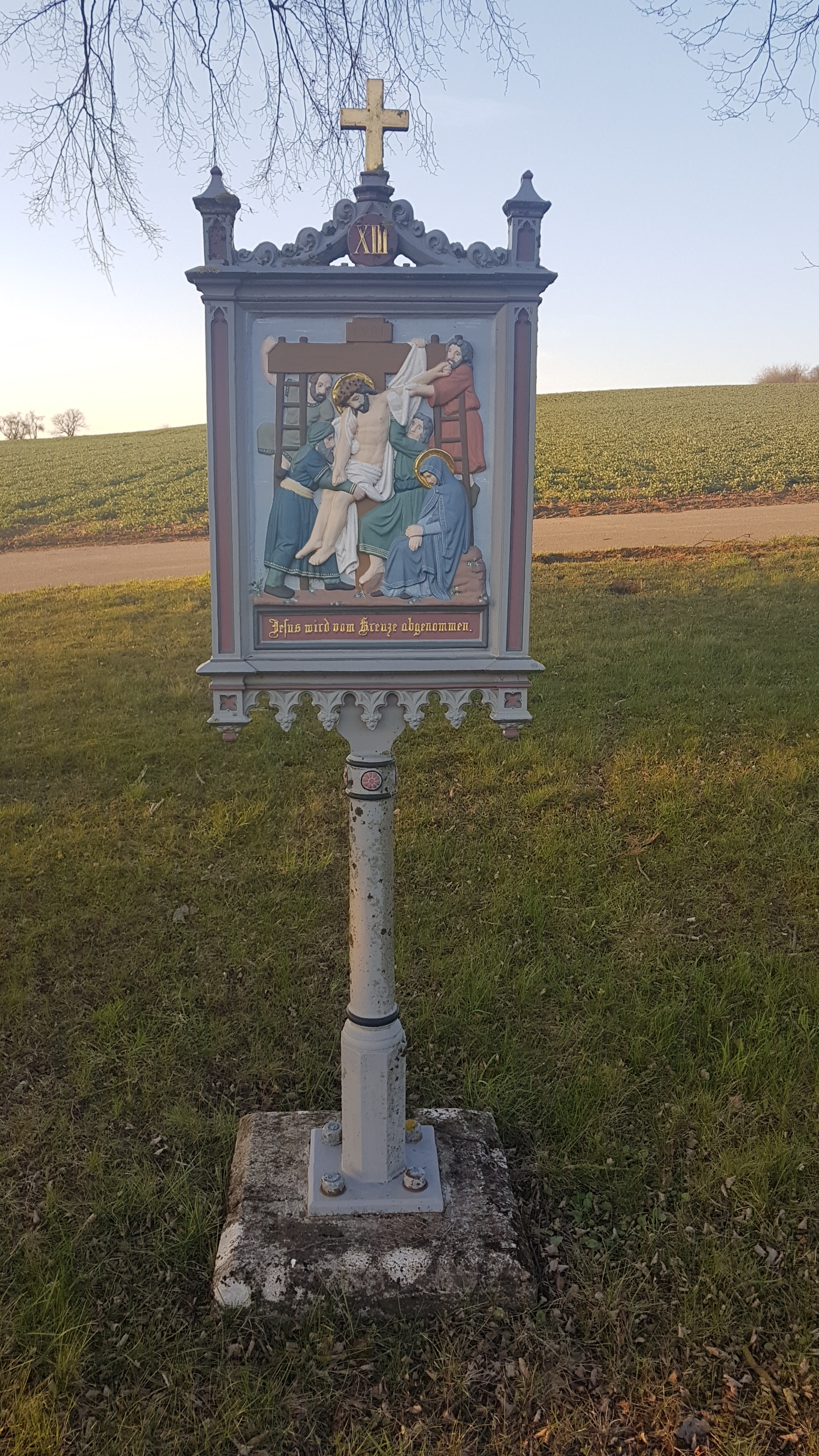
XIII. Jesus wird vom Kreuze abgenommen.
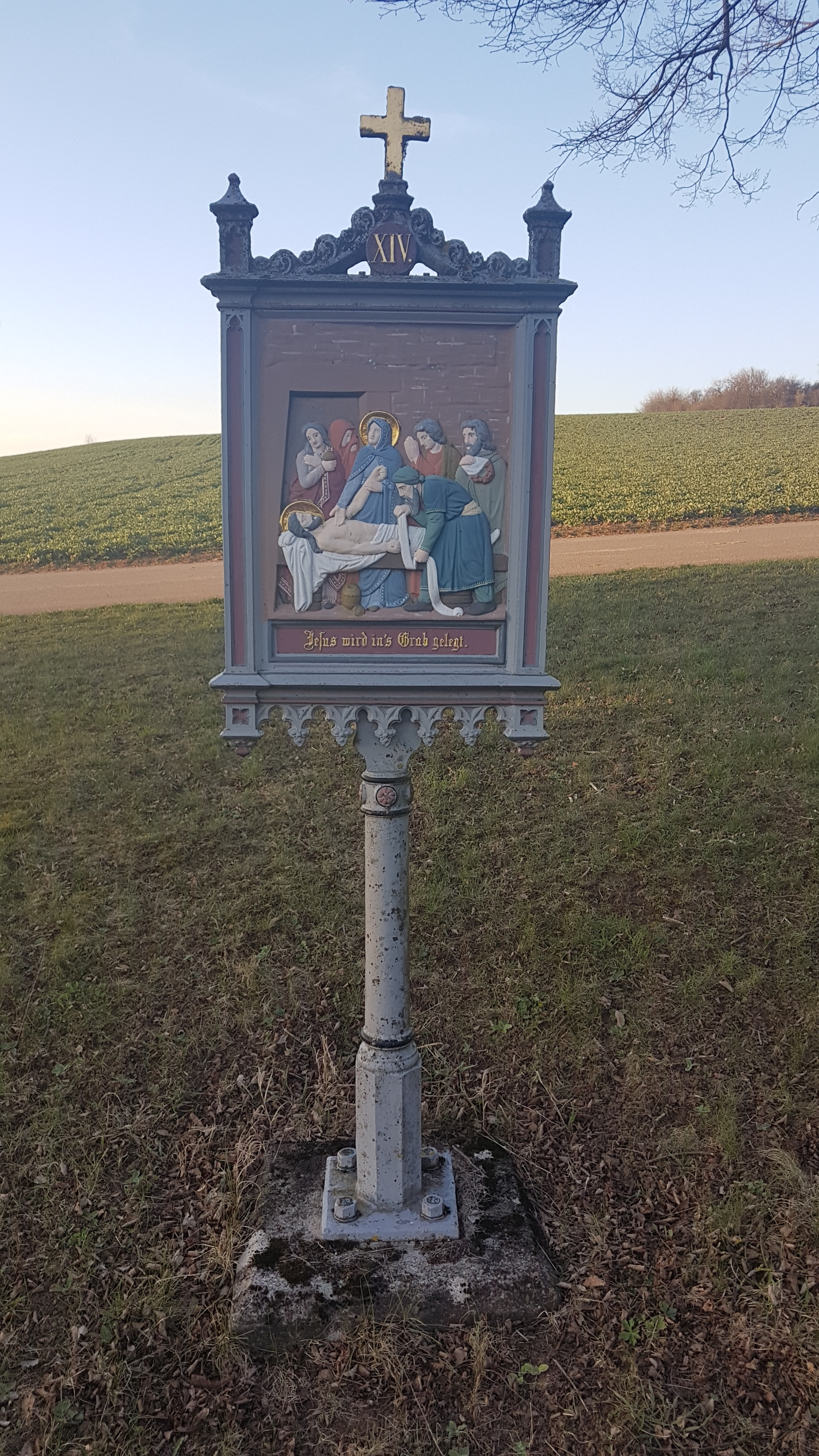
XIV. Jesus wird in's Grab gelegt.